# Tariqe Fosu
Tariqe Kumahl Malachi Akwesi Fosu (Wandsworth, 5 novembre 1995) è un calciatore inglese naturalizzato ghanese, centrocampista del Northampton Town.

## Caratteristiche tecniche
È un esterno sinistro.

## Carriera

### Club
Il 16 agosto 2022 passa in prestito per una stagione allo Stoke City.

### Nazionale
Il 9 ottobre 2020 ha debuttato con la nazionale ghanese in occasione dell'amichevole persa 3-0 contro il Mali.

## Statistiche

### Presenze e reti nei club
| Stagione        | Club            | Campionato      | Campionato | Campionato | Coppe nazionali | Coppe nazionali | Coppe nazionali | Coppe continentali | Coppe continentali | Coppe continentali | Supercoppe | Supercoppe | Supercoppe | Totale | Totale |
| Stagione        | Club            | Comp            | Pres       | Reti       | Comp            | Pres            | Reti            | Comp               | Pres               | Reti               | Comp       | Pres       | Reti       | Pres   | Reti   |
| --------------- | --------------- | --------------- | ---------- | ---------- | --------------- | --------------- | --------------- | ------------------ | ------------------ | ------------------ | ---------- | ---------- | ---------- | ------ | ------ |
| 2022-2023       | Stoke City      | FLC             | 0          | 0          | FACup+CdL       | 0+0             | 0+0             | -                  | -                  | -                  | -          | -          | -          | 0      | 0      |
| Totale Carriera | Totale Carriera | Totale Carriera | 0          | 0          |                 | 0               | 0               |                    | -                  | -                  |            | -          | -          | 0      | 0      |